# Jean-François Savy
Pour les articles homonymes, voir Savy.
Jean-François Savy, né le 4 janvier 1951 à Rodez, est un haut fonctionnaire français.
Il a commencé comme attaché de préfecture, premier niveau de cadre administratif, et est devenu préfet sans être passé par l’École nationale d'administration, puis préfet de région. Comme préfet des Ardennes, il a eu à gérer plusieurs crises sociales à la suite de plans de licenciement d'entreprises industrielles, ainsi que la Révision générale des politiques publiques.

## Début dans la préfectorale
Diplômé de l'Institut d'études politiques de Toulouse (promotion 1971), il gravit un par un les échelons de l'encadrement administratif en préfecture. En avril 1972, à la suite d'une admission par concours, il entre dans l'administration comme attaché de préfecture (premier niveau de cadre administratif), puis attaché principal en 1981. En juin 1986, il continue à progresser, en devenant directeur. En juillet 1989, il est nommé sous-préfet de 2e classe, et secrétaire général de la préfecture de Saint-Pierre-et-Miquelon. En 1990, il est titularisé sous-préfet. En septembre 1991, il est affecté comme sous-préfet à Ussel, en Corrèze. En 1993, il est nommé directeur du cabinet du préfet de la région Provence-Alpes-Côte d'Azur. Le 23 septembre 1993, il est appelé à la suite de pluies torrentielles s'abattant sur la région. Il décide de déclencher le plan Orsec. Il y a  rapidement 9 mètres d'eau et des morts, happés par des bouches d'égout, malgré cette décision rapide.
En septembre 1994, il devient administrateur civil de 1re classe, chef du bureau des affaires générales des personnes de préfecture (DPFAS). En 1995, il occupe les fonctions de secrétaire général de la préfecture de la Corrèze. En mars 1998, il est détaché administrateur civil, chargé de mission auprès du préfet de la région Languedoc-Roussillon. En janvier 199, il devient sous-préfet hors classe, et en septembre de la même année, sous-préfet, secrétaire général pour les affaires régionales, toujours auprès du préfet de la région Languedoc-Roussillon. En septembre 2002, il est affecté en Île-de-France, devenant secrétaire général de la préfecture de Seine-et-Marne.

## Préfet
En octobre 2005, il est nommé préfet des Hautes-Alpes. À Gap, Jean-François Savy fait de l'intercommunalité et du logement social ses chevaux de bataille. Il marque plus symboliquement le respect dû à l'État en quittant, en 2008, la cérémonie des vœux du conseil général du département lorsque le président de ce conseil général, Auguste Truphème, fit une allusion publique à la vie privée du Président de la République. Une de ses interventions dans une émission de radio locale, la Radio Alpine Meilleure, est par contre qualifiée par le Mouvement contre le racisme et pour l'amitié entre les peuples de « dérapage verbal inadmissible ». Il aurait déclaré au micro, en réponse à une question sur les HLM : « Ce n'est pas pour des étrangers ou des gens extérieurs au département, les logements sociaux, c'est pour accueillir des gens d'ici. ».
En juillet 2008, il change de territoire pour une région plus septentrionale, en devenant préfet des Ardennes. Il s'investit en particulier sur le thème de la sécurité routière. Mais son domaine principal d'action est l'économique, dans une région où le secteur industriel, significatif dans la vallée de la Meuse et les principales cités, souffre. Le préfet appelle les Ardennais à « être plus optimistes ».  Mais il est confronté à des dossiers difficiles d'un point de vue social, et des licenciements chez  Raguet, Oxame, Delphi, avec, le jour de l'annonce de son départ, une entreprise importante de Revin, Porcher, qui à son tour, annonce devoir réduire ses effectifs. Il doit également  accompagner la Révision générale des politiques publiques, RGPP,  et ses impacts dans l'administration : fusions d'établissement, nouvelles dénominations et déménagements d'agents. La création de la Direction départementale des territoires (DDT), en est un exemple significatif, avec inauguration des locaux dans l'été 2010 à Charleville-Mézières. Il se consacre aussi à la mise en place progressive sur tout le département d'un schéma d'intercommunalité avec des réussites (à Rethel) et des échecs (l'échec de Revin). Projet à continuer par son successeur.
En janvier 2011, il devient préfet du Morbihan, prenant à bras le corps à nouveau le sujet de la sécurité routière, et de la lutte contre la délinquance. Le 16 décembre 2011, il est confronté à l'échouage d'un cargo battant pavillon maltais, le TK Bremen, sur une plage du Morbihan, la plage de Kerminihy sur le territoire de la commune d'Erdeven. Le site appartient au « plus grand espace dunaire de Bretagne»,  et est classé Natura 2000.  Le plan Polmar est déclenché. Les médias français et internationaux sont rapidement sur place.  Un arrêté est pris par Jean-François Savy et par le préfet maritime de l'Atlantique mettant en demeure l'armateur turc de déconstruire le navire et de réhabiliter le site de son échouement. Restrictions des accès au site, pompage du carburant, retrait des aménagements intérieurs, découpage des 2000 tonnes de ferraille, désamiantage, remise en état du site, les travaux sont facilités et suivi avec attention par Jean-François Savy. Le préfet s'efforce également de minimiser l'impact pour les 
ostréiculteurs locaux. Il est à peine sorti de la gestion de cet échouage qu'il retrouve les problématiques économiques et de gestion de l'emploi, avec les difficultés du groupe Doux. Ce groupe volailler emploie 3 400 salariés mais fait également travailler entre 700 et 800 éleveurs.
Le 11 mars 2015, il est nommé préfet de la région Champagne-Ardenne. Il succède à Pierre Dartout et doit préparer la fusion de la région, prévue par la loi relative à la délimitation des régions du 16 janvier 2015, mais cède son poste quelques mois plus tard à Denis Conus.

## Récompenses et distinctions

### Décorations
- Officier de la Légion d'honneur Il est promu officier par décret du 2 avril 2010[17]. Il était chevalier du 8 juin 2001 par décret du 30 décembre 2000 pour récompenser ses 28 ans de services civils[18].
- Commandeur de l'ordre national du Mérite Il est promu commandeur par décret du 15 mai 2015[19]. Il était officier du 11 décembre 2006 par décret du 15 mai 2006[20]. Il était chevalier du 8 juillet 1996
- Chevalier de l'ordre du Mérite maritime Il est fait chevalier le 25 juillet 2012[21]